# Museo de Arte Contemporáneo de Cusco
El Museo de Arte Contemporáneo de Cusco está ubicado dentro del Palacio del Cabildo ubicada en la Plaza Regocijo en el centro histórico de Cusco, y muestra obras de artistas nacionales e internacionales en más de 50 exposiciones temporales al año, con una colección permanente de artistas cusqueños y nacionales.

## Historia
Fundado en 1995, por el alcalde de cusco Daniel Estrada Pérez con la donación de obras de arte nacional e internacional del coleccionista Luis Rivera Dávalos así como de instituciones locales. El museo cuenta con más de 280 obras en su colección permanente. Tiene su sede en el histórico Palacio Municipal, el Palacio del Cabildo, construido en 1848 y lo comparte como Sede del despacho del Alcalde y Centro de Convenciones de la ciudad. El edificio forma parte de la Zona Monumental del Cusco declarada como Monumento Histórico del Perú desde 1972.

## Museo
Destacan en la colección permanente del museo las obras de los artesanos famosos del barrio de San Blas como: Edilberto Mérida Rodríguez, (1927 - 2009) Antonio Olave Palomino (1928 - 2016) y Hilario Mendívil Velasco (1927 1977), así como las pinturas de Francisco Olázo, Óscar Olázo, Morales Cuentas, Emilio Mendizábal y las esculturas de Alberto Quintanilla.
El museo cuenta con tres salas de exposiciones. La primera y la secunda están ubicados en la primera planta y muestran exposiciones temporales y itinerantes. La secunda sala da al patio del Palacio donde se exponen obras de artesanía de artistas cusqueños contemporáneos. La tercera sala se encuentra en el segundo piso y esta dedicada a la muestra permanente de artistas clásicos y contemporáneos. Ahí se exponen las obras de Edilberto Mérida, Antonio Olave, Hilario Mendívil. Entre las obras más representativas está el cuadro ‘Río Vilcanota’ (1897) de la artista Remigia Mendoza.
Organizan encuentros latinoamericanos de Artistas Plásticos como en la muestra temporal  "SUMAQ PERÚ" (2022) respaldado por el Ministerio de Cultura de Perú, donde el museo intenta incrementar la movilidad de artistas latinoamericanos y internacionales con México y los creadores mexicanos. La exposición esta comisariado por Milagros Zúñiga y cuenta con obras de artistas internacionales como José Sabogal, Adolfo Weber, Armando Meléndez, José Domínguez Hernández, Joao Rodríguez, Eduardo Mejorada, Daniel Garbade, Roberto López Ramírez y Ortega Manila.